# Acutipetala octoginta
Acutipetala octoginta là một loài nhện trong họ Agelenidae.
Loài này thuộc chi Acutipetala. Acutipetala octoginta được miêu tả năm 2008 bởi Pakawin Dankittipakul & Zhang.